# Christian Weise (Theologe)

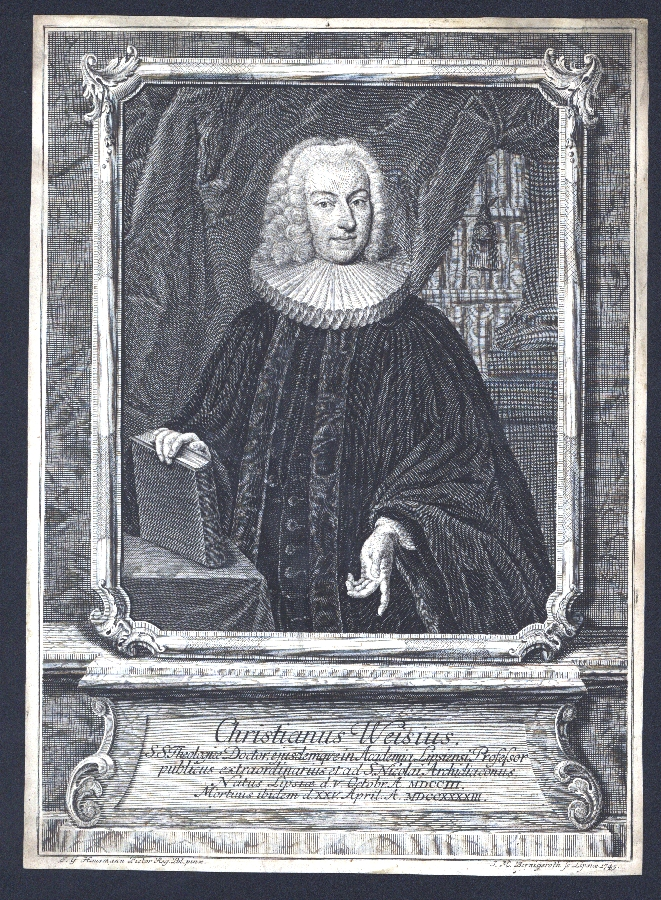
Christian Weise

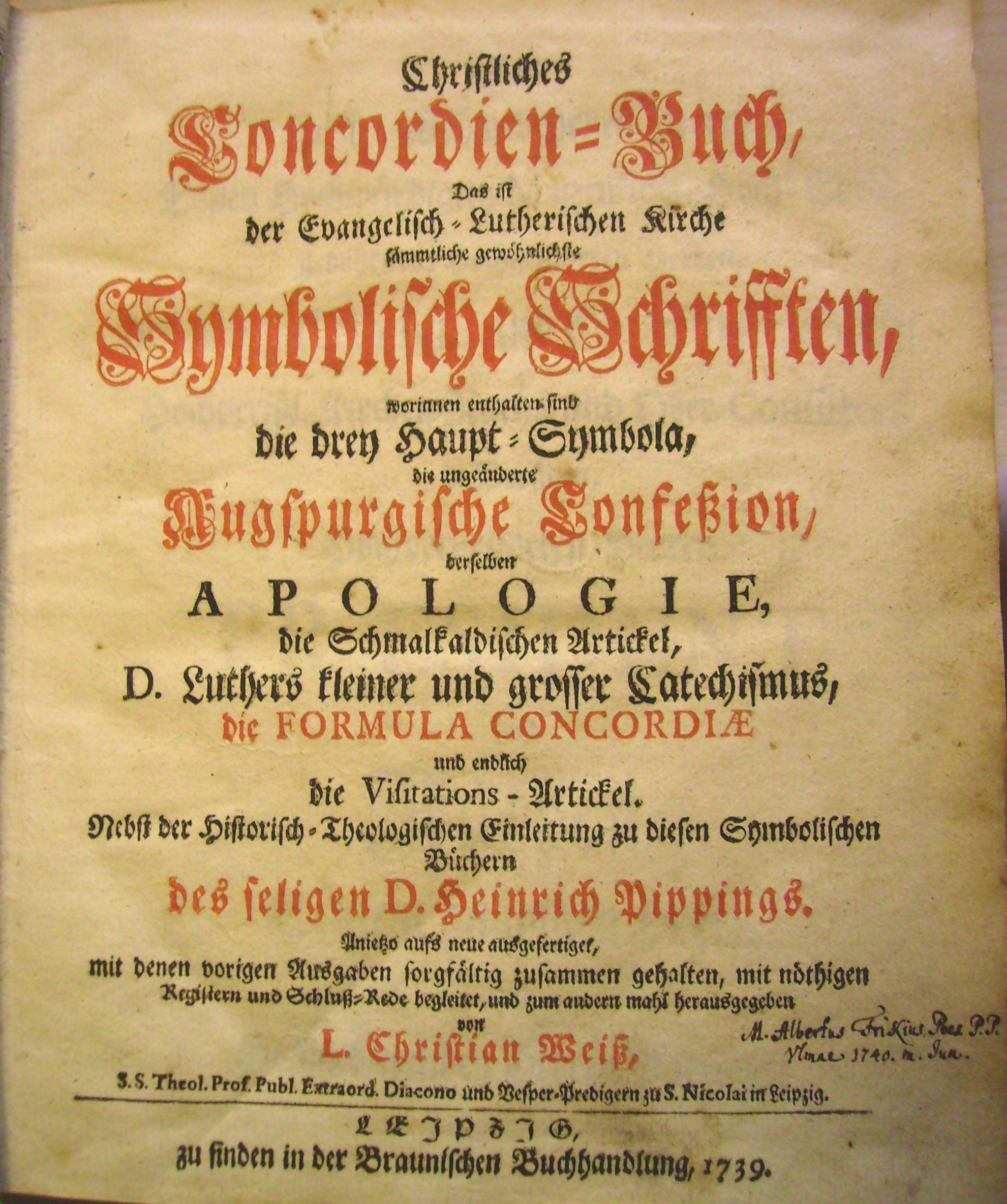
Titelblatt des Concordienbuchs von 1739

Christian Weise (auch Weiß, * 5. Oktober 1703 in Leipzig; † 25. April 1743 ebenda) war ein deutscher lutherischer Theologe und Pädagoge.

## Leben
Geboren als Sohn des gleichnamigen Pfarrers der Thomaskirche in Leipzig, studierte er Theologie und erlangte 1723 den Magistergrad. 1726 wurde er Katechet an der Leipziger Peterskirche, 1731 Subdiakon an der Thomaskirche und 1737 Diakon an der Nikolaikirche. 1740 wurde er zum außerordentlichen Professor an der theologischen Fakultät der Universität Leipzig berufen.
Sein Hauptwerk ist das Christliche Concordienbuch von 1739. Der auf den ersten Seiten eingefügte Stich zeigt eine Disputation Martin Luthers mit anderen wichtigen Reformatoren in einer Renaissance-Loggia.
Er war Taufpate von Johanna Carolina Bach (1742–1809), der zweitjüngsten Tochter Johann Sebastian Bachs.

## Werke

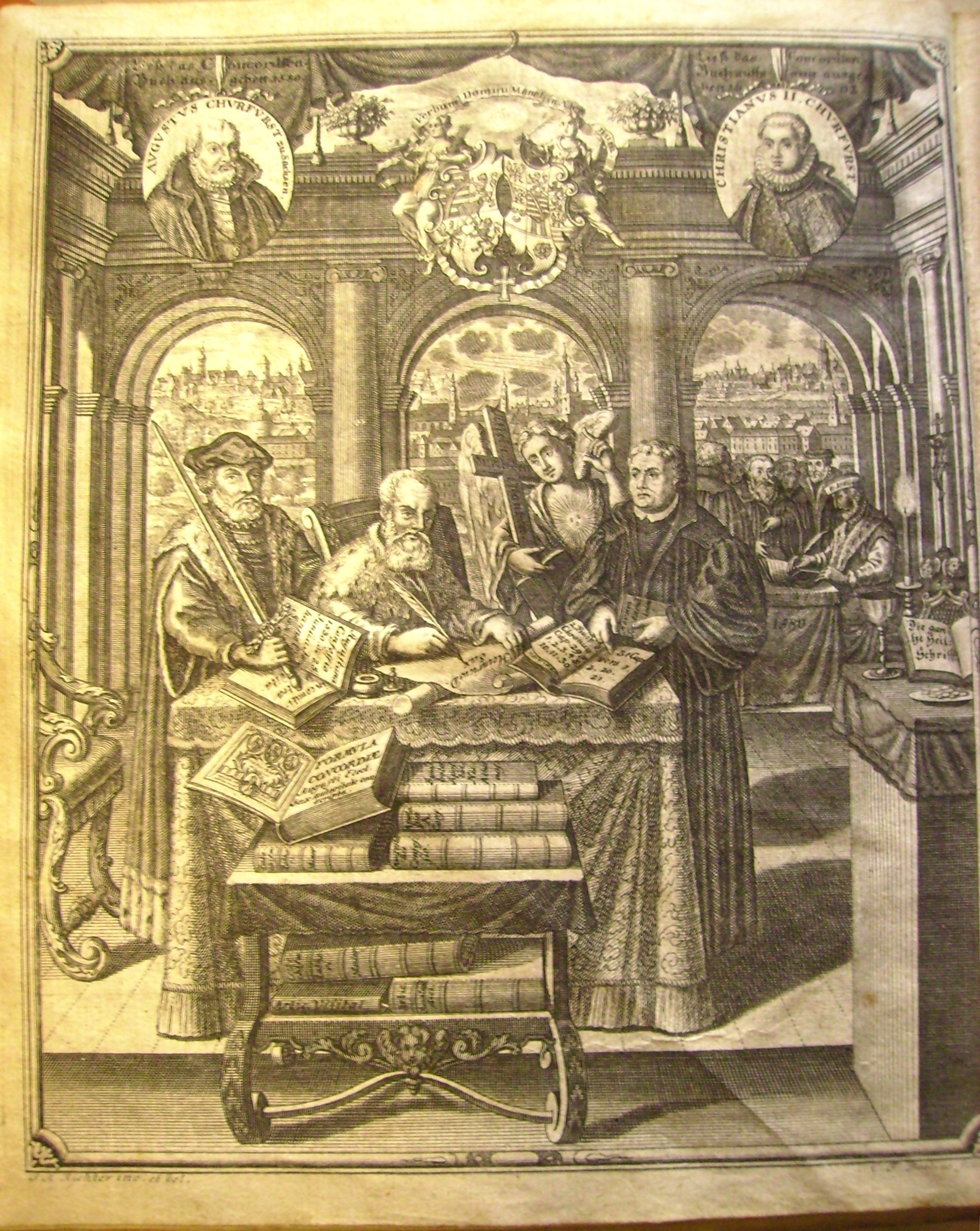
Stich: Martin Luther und andere Reformatoren

- Christliches Concordien-Buch, Das ist der Evangelisch-Lutherischen Kirche sämmtliche gewöhnlichste Symbolische Schrifften, worinnen enthalten sind die drey Haupt-Symbola, die ungeänderte Augspurgische Confeßion, derselben Apologie, die Schmalkaldischen Artickel, D. Luthers kleiner und grosser Catechismus, die Formula Concordiæ und endlich die Visitations-Artickel. Nebst der Historisch-Theologischen Einleitung zu diesen Symbolischen Büchern des seligen D. Heinrich Pippings. Anietzo aufs neue ausgefertiget, mit denen vorigen Ausgaben sorgfältig zusammen gehalten, mit nöthigen Registern und Schluß-Rede begleitet, und zum andern mahl herausgegeben von L. Christian Weiß, S.S. Theol. Prof. Publ. Extraord. Diacono und Vesper-Predigern zu S. Nicolai in Leipzig. LEIPZIG, zu finden in der Braunischen Buchhandlung 1739.[1]